# Taipei chinois aux Jeux paralympiques d'été de 2024
Taïwan, sous le nom de Taipei chinois, participe aux Jeux paralympiques de 2024 à Paris en France. Il s'agit de sa 9e participation à des Jeux d'été.

## Cérémonies
L'athlète spécialiste du lancer du javelot Liu Ya-ting et le pongiste Chen Po-yen sont les porte-drapeaux (en) de la délégation taïwanaise pour la cérémonie d'ouverture.
En cérémonie de clôture, deux des athlètes médaillés, les pongistes Tian Shiau-wen et Chen Po-yen, sont désignés porte-drapeaux.

## Athlètes

### Délégation

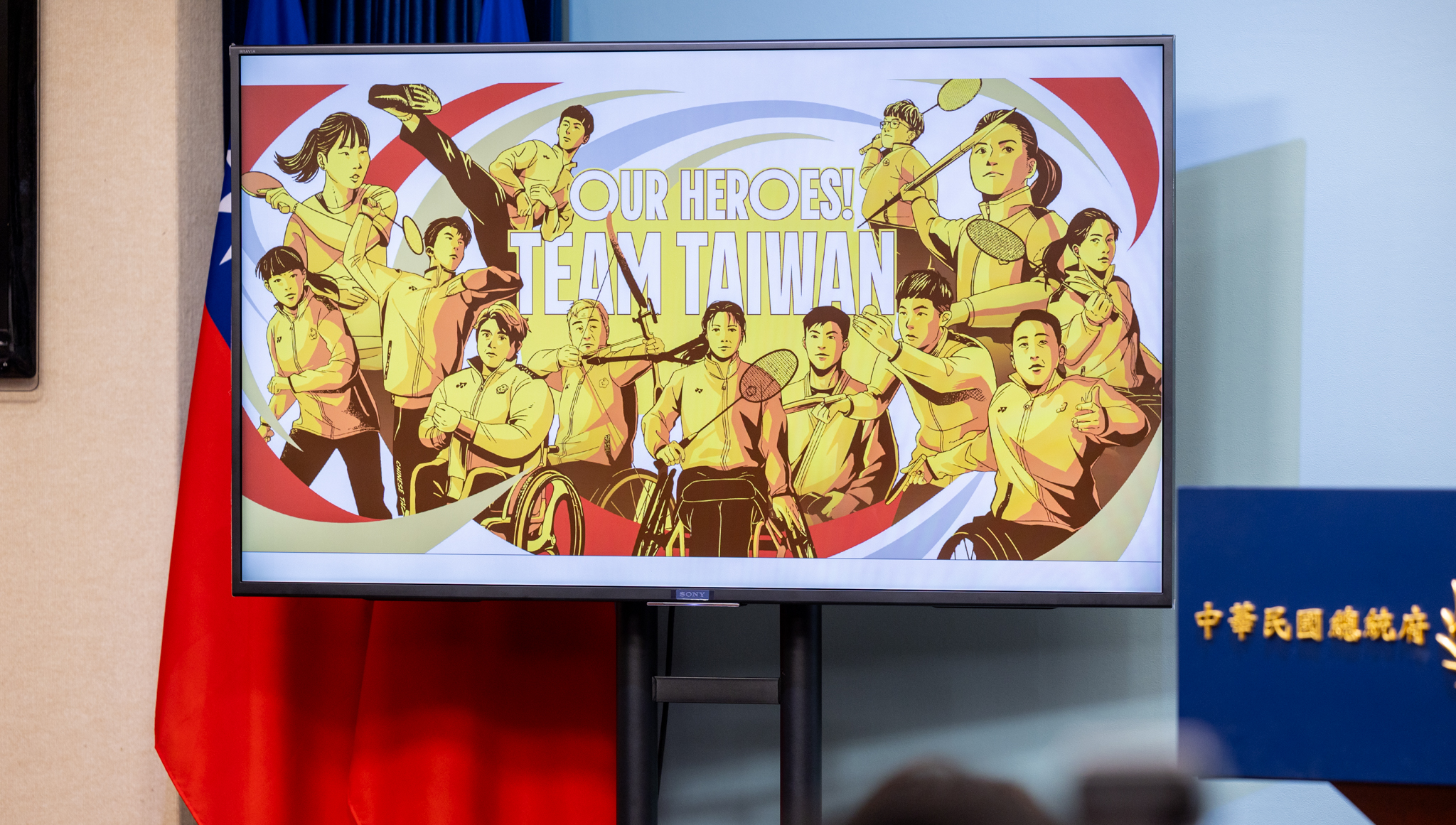
Visuel des athlètes de la délégation taïwanaise lors d'une conférence de presse tenue au Palais présidentiel le 9 9 2024-.

La délégation taïwanaise comprend 13 athlètes, inscrits dans 7 des 22 sports paralympiques.
| Sport            | Hommes | Femmes | Total |
| ---------------- | ------ | ------ | ----- |
| Athlétisme       | 0      | 1      | 1     |
| Badminton        | 1      | 3      | 4     |
| Force athlétique | 0      | 1      | 1     |
| Judo             | 1      | 0      | 1     |
| Taekwondo        | 1      | 0      | 1     |
| Tennis de table  | 2      | 2      | 4     |
| Tir à l'arc      | 1      | 0      | 1     |
| Total            | 6      | 7      | 13    |

### Athlètes médaillés
| Sport           | Discipline        | Athlète(s)                | Date             |
| --------------- | ----------------- | ------------------------- | ---------------- |
| Tennis de table | Double dames WD20 | Lin Tzu-yu Tian Shiau-wen | 31 août 2024     |
| Tennis de table | Simple hommes C5  | Cheng Ming-chih           | 3 septembre 2024 |
| Tennis de table | Simple hommes C11 | Chen Po-yen               | 5 septembre 2024 |

| Sport           | Discipline                | Athlète(s)     | Date             |
| --------------- | ------------------------- | -------------- | ---------------- |
| Taekwondo       | Hommes K44 moins de 58 kg | Xiao Xiang-wen | 29 août 2024     |
| Tennis de table | Simple dames C10          | Tian Shiau-wen | 3 septembre 2024 |

## Bilan

### Bilan par sport
| Sport            | Médaille d'or, Jeux paralympiques | Médaille d'argent, Jeux paralympiques | Médaille de bronze, Jeux paralympiques | Total |
| ---------------- | --------------------------------- | ------------------------------------- | -------------------------------------- | ----- |
| Athlétisme       | 0                                 | 0                                     | 0                                      | 0     |
| Badminton        | 0                                 | 0                                     | 0                                      | 0     |
| Force athlétique | 0                                 | 0                                     | 0                                      | 0     |
| Judo             | 0                                 | 0                                     | 0                                      | 0     |
| Taekwondo        | 0                                 | 0                                     | 1                                      | 1     |
| Tennis de table  | 0                                 | 3                                     | 1                                      | 4     |
| Tir à l'arc      | 0                                 | 0                                     | 0                                      | 0     |
| Total            | 0                                 | 3                                     | 2                                      | 5     |

### Bilan par jour de compétition
| Jour          | Médaille d'or, Jeux paralympiques | Médaille d'argent, Jeux paralympiques | Médaille de bronze, Jeux paralympiques | Total |
| ------------- | --------------------------------- | ------------------------------------- | -------------------------------------- | ----- |
| 28 août       | 0                                 | 0                                     | 0                                      | 0     |
| 29 août       | 0                                 | 0                                     | 1                                      | 1     |
| 30 août       | 0                                 | 0                                     | 0                                      | 0     |
| 31 août       | 0                                 | 1                                     | 0                                      | 1     |
| 1er septembre | 0                                 | 0                                     | 0                                      | 0     |
| 2 septembre   | 0                                 | 0                                     | 0                                      | 0     |
| 3 septembre   | 0                                 | 1                                     | 1                                      | 2     |
| 4 septembre   | 0                                 | 0                                     | 0                                      | 0     |
| 5 septembre   | 0                                 | 1                                     | 0                                      | 1     |
| 6 septembre   | 0                                 | 0                                     | 0                                      | 0     |
| 7 septembre   | 0                                 | 0                                     | 0                                      | 0     |
| 8 septembre   | 0                                 | 0                                     | 0                                      | 0     |
| Total         | 0                                 | 3                                     | 2                                      | 5     |

### Bilan par sexe
| Sexe   | Médaille d'or, Jeux paralympiques | Médaille d'argent, Jeux paralympiques | Médaille de bronze, Jeux paralympiques | Total |
| ------ | --------------------------------- | ------------------------------------- | -------------------------------------- | ----- |
| Hommes | 0                                 | 2                                     | 1                                      | 3     |
| Femmes | 0                                 | 1                                     | 1                                      | 2     |
| Mixte  | 0                                 | 0                                     | 0                                      | 0     |
| Total  | 0                                 | 3                                     | 2                                      | 5     |

## Résultats

### Athlétisme

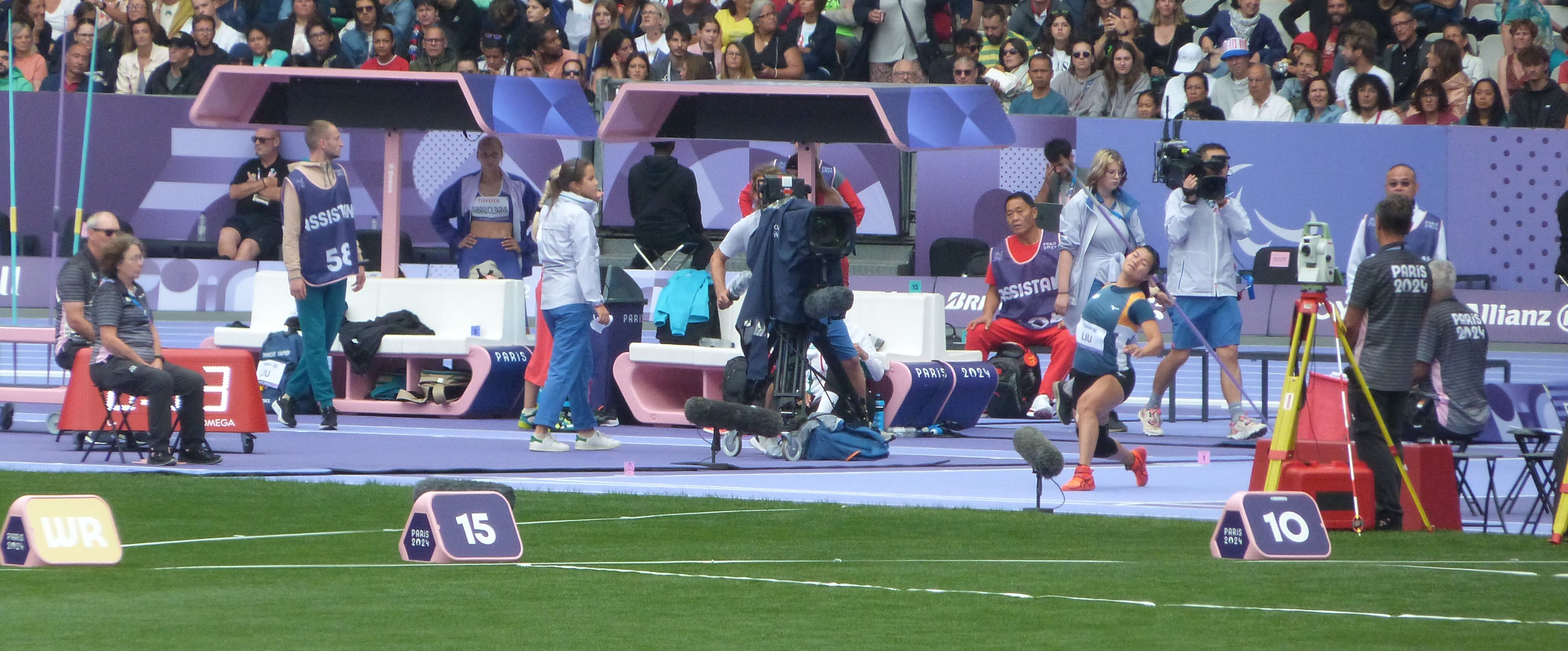
Liu Ya-ting, pendant un de ses lancers de l'épreuve paralympique.

| Athlètes    | Épreuve                      | Finale      | Finale |
| Athlètes    | Épreuve                      | Performance | Rang   |
| ----------- | ---------------------------- | ----------- | ------ |
| Liu Ya-ting | Femmes Lancer de javelot F13 | 32.76       | 6      |

### Badminton
| Athlète                    | Compétition        | Phase de poules     | Phase de poules     | Phase de poules     | Phase de poules | Quart de finale     | Demi-finale         | Finale Match pour la 3e place | Finale Match pour la 3e place |
| Athlète                    | Compétition        | Adversaire Résultat | Adversaire Résultat | Adversaire Résultat | Rang            | Adversaire Résultat | Adversaire Résultat | Adversaire Résultat           | Rang                          |
| -------------------------- | ------------------ | ------------------- | ------------------- | ------------------- | --------------- | ------------------- | ------------------- | ----------------------------- | ----------------------------- |
| Fang Jen-yu                | Hommes Simple SU5  | [[]]                | [[]]                | [[]]                | e               | [[]]                | [[]]                | [[]]                          | e                             |
| Hu Guang-chiou             | Dames Simple WH1   | [[]]                | [[]]                | [[]]                | e               | [[]]                | [[]]                | [[]]                          | e                             |
| Yang I-chen                | Dames Simple WH2   | [[]]                | [[]]                | [[]]                | e               | [[]]                | [[]]                | [[]]                          | e                             |
| Cai Yi-lin                 | Femmes Simple SH6  | [[]]                | [[]]                | [[]]                | e               | [[]]                | [[]]                | [[]]                          | e                             |
| Hu Guang-chiou Yang I-chen | Dames Double WH1-2 | [[]]                | [[]]                | [[]]                | e               | [[]]                | [[]]                | [[]]                          | e                             |

### Force athlétique
| Athlète     | Compétition           | Tentatives | Tentatives | Tentatives | Tentatives | Meilleur | Rang |
| Athlète     | Compétition           | 1er        | 2e         | 3e         | 4e         | Meilleur | Rang |
| ----------- | --------------------- | ---------- | ---------- | ---------- | ---------- | -------- | ---- |
| Lin Tzu-hui | Femmes Moins de 86 kg | 95         | 105        | 113        | -          | 105      | 7    |

### Judo
| Athlète        | Compétition              | 1er tour            | Quart de finale          | Demi-finale         | Repêchage 1         | Repêchage 2             | Finale              | Rang |
| Athlète        | Compétition              | Adversaire Résultat | Adversaire Résultat      | Adversaire Résultat | Adversaire Résultat | Adversaire Résultat     | Adversaire Résultat | Rang |
| -------------- | ------------------------ | ------------------- | ------------------------ | ------------------- | ------------------- | ----------------------- | ------------------- | ---- |
| Chang Shao-hao | Hommes Moins de 73 kg J2 | Exempté             | Battu par Seto 000 - 100 | Éliminé             | Exempté             | Battu par Kim 000 - 100 | Éliminé             | 7    |

### Taekwondo

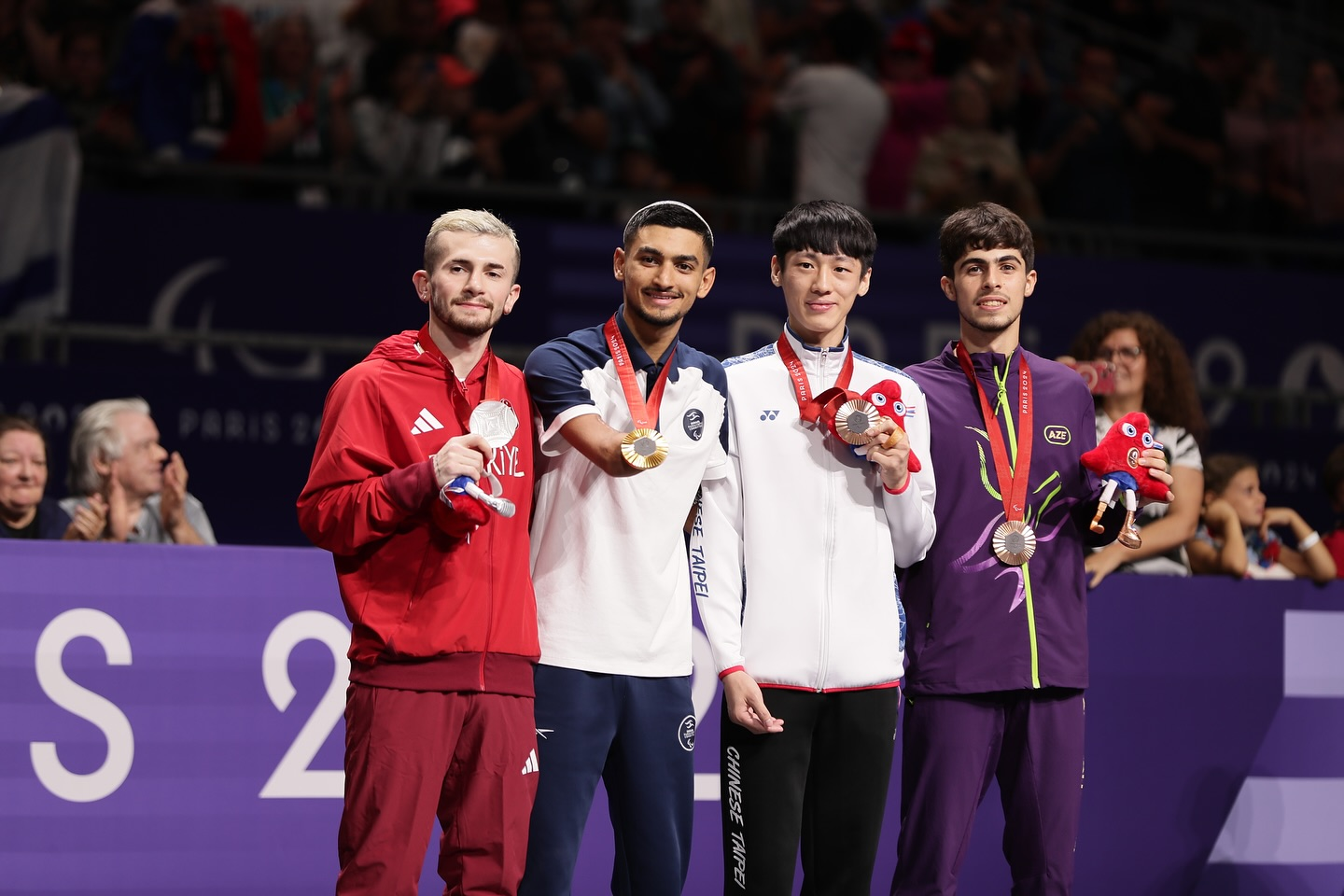
Xiao Xiang-wen lors de la cérémonie de remise des médailles, à l'issue des épreuves paralympiques.

Xiao Xiang-wen, qualifié en catégorie K44 moins de 58 kg, remporte ses deux premiers matchs mais s'incline en demi-finale. Il remporte néanmoins le match pour la médaille de bronze, la première de la délégation taïwanaise.
| Athlète        | Catégorie                 | Huitième de finale  | Quart de finale     | Repêchage 1         | Repêchage 2         | Demi-finale            | Match pour la médaille de bronze | Finale              | Rang                                   |
| Athlète        | Catégorie                 | Adversaire Résultat | Adversaire Résultat | Adversaire Résultat | Adversaire Résultat | Adversaire Résultat    | Adversaire Résultat              | Adversaire Résultat | Rang                                   |
| -------------- | ------------------------- | ------------------- | ------------------- | ------------------- | ------------------- | ---------------------- | -------------------------------- | ------------------- | -------------------------------------- |
| Xiao Xiang-wen | Hommes K44 moins de 58 kg | Bat Danishi 37 - 7  | Bat Kong 22 - 1     | Exempté             | Exempté             | Battu par Yasur 16 - 6 | Bat Villalobos 16 - 8            | Éliminé             | Médaille de bronze, Jeux paralympiques |

### Tennis de table
Lors des épreuves paralympiques de 2024, tous les pongistes de la délégation taïwanaise remportent au moins une médaille.
La paire Lin Tzu-yu Tian Shiau-wen, après un match exempt grâce à leur statut de tête de série, remporte son huitième de finale en trois sets, ainsi que son quart de finale en trois sets, assurant de fait une médaille olympique en atteignant le stade des demi-finales,. Elle se qualifie en finale après une victoire en trois sets. Lors de l'épreuve finale contre la paire australienne, elle concède les deux premiers sets avant de remporter le troisième ; lors du set suivant, elle s'incline 10 à 12, perdant le match mais remportant la médaille d'argent.
En épreuve individuelle dames, Tian Shiau-wen s'impose en huitièmes de finale contre Faith Obazuaye, puis contre Melissa Tapper en quart de finale, se hissant en demi-finale,. Elle s'incline par la suite contre Natalia Partyka deux sets à trois, remportant de fait une médaille de bronze.
Cheng Ming-chih s'impose en épreuve individuelle homme contre Cao Ningning trois sets à un en quart de finale. Après une victoire contre Mitar Palikuća en demi-finale, il se hisse en finale, lors de laquelle il s'incline contre Tommy Urhaug deux sets à trois.
Chen Po-yen s'impose en quart de finale contre Florian Van Acker, champion paralympique en 2016, en quatre sets. Il se qualifie en finale après sa victoire contre Péter Pálos. Après un premier set remporté contre Kim Gi-tae, il s'incline finalement trois sets à un, remportant la médaille d'argent.
| Athlètes                  | Compétition        | Huitièmes de finale | Quarts de finale      | Demi-finales             | Finale                     | Rang                                   |
| Athlètes                  | Compétition        | Adversaire Score    | Adversaire Score      | Adversaire Score         | Adversaire Score           | Rang                                   |
| ------------------------- | ------------------ | ------------------- | --------------------- | ------------------------ | -------------------------- | -------------------------------------- |
| Cheng Ming-chih           | Hommes Simple C5   | Exempté             | Bat Cao 3 - 1         | Bat Palikuća 3 - 0       | Battu par Urhaug 2 - 3     | Médaille d'argent, Jeux paralympiques  |
| Chen Po-yen               | Hommes Simple C11  | Exempté             | Bat Van Acker 3 - 1   | Bat Pálos 3 - 0          | Battu par Kim 1 - 3        | Médaille d'argent, Jeux paralympiques  |
| Tian Shiau-wen            | Femmes Simple C10  | Bat Obazuaye 3 - 0  | Bat Tapper 3 - 2      | Battue par Partyka 2 - 3 | Éliminée                   | Médaille de bronze, Jeux paralympiques |
| Lin Tzu-yu                | Femmes Simple C10  | Exemptée            | Battue par Yang 0 - 3 | Éliminée                 | Éliminée                   | -                                      |
| Lin Tzu-yu Tian Shiau-wen | Femmes Double WD20 | Exemptées           | Bat Demir Kavas 3 - 0 | Bat Partyka Pęk 3 - 0    | Battues par Lei Yang 1 - 3 | Médaille d'argent, Jeux paralympiques  |

### Tir à l'arc
| Athlète        | Compétition  | Tour préliminaire | Tour préliminaire | Trente-deuxièmes de finale | Seizièmes de finale | Huitièmes de finale | Quarts de finale | Demi-finales     | Finale Match pour la 3e place | Rang |
| Athlète        | Compétition  | Score             | Rang              | Adversaire Score           | Adversaire Score    | Adversaire Score    | Adversaire Score | Adversaire Score | Adversaire Score              | Rang |
| -------------- | ------------ | ----------------- | ----------------- | -------------------------- | ------------------- | ------------------- | ---------------- | ---------------- | ----------------------------- | ---- |
| Tseng Lung-hui | Hommes W1/W2 | 594               | 24                | Battu par Singh 3 - 7      | Éliminé             | Éliminé             | Éliminé          | Éliminé          | Éliminé                       | 17   |